# 基切省
基切省 （El Quiché）是瓜地馬拉的一個省，位於該國中西部，北鄰墨西哥。面積8,378平方公里，2002年人口655,510人。首府聖克魯斯。
下分21市。